# Antibiose
Die Antibiose (griechisch ἀντί antí, deutsch ‚gegen‘ und βίος bíos, deutsch ‚Leben‘) ist eine Beziehung zwischen einzelnen Individuen oder Gruppen verschiedener Arten (interspezifische Beziehung), die für einen der Beteiligten Nachteile mit sich bringt und dessen Wachstum hemmt oder ihn abtötet.
Die Antibiose kann auf der Ebene der Verhaltensbiologie oder auf molekularer Ebene definiert werden und geschieht gezielt als Abwehrmechanismus und zur Ausschaltung von Konkurrenz oder indirekt als Ergebnis veränderter Umweltbedingungen, wie Nahrungsmangel. Das menschliche Immunsystem wirkt antibiotisch gegenüber Bakterien, weil es pathogene Bakterien abtötet. Auch werden bestimmte Chemotherapeutika in der Medizin zur Therapie von Infektionskrankheiten eingesetzt, was in der medizinischen Umgangssprache ebenfalls als Antibiose bezeichnet wird.
In der Verhaltensbiologie und Ökologie verstand man landläufig unter Antibiose:
- Interferenz
- Parasitismus
- Räuber-Beute-Beziehung

Nicht in jedem Fall werden diese Beziehungen heute als gegen das Leben (also antibiotisch) gerichtet angesehen, da diese Beziehungen ebenso wie Symbiose, Parabiose oder Probiose nur ein Aspekt des komplexen Zusammenwirkens einer Biozönose (Lebensgemeinschaft) sind.
Häufiger wird unter einer Antibiose eine Wachstumshemmung oder die Abtötung von Mikroorganismen durch Stoffwechselprodukte anderer Bakterien, Pilze oder auch zum Teil Pflanzen höherer Ordnung verstanden. Eine solche Abtötung wird als Schutzmechanismus vor oder Abwehr von Parasiten und von Bakterien oder Viren eingesetzt. Im Pflanzenreich schränken manche Pilze durch synthetisierte Antibiotika das Wachstum von Bakterien ein. Im weiteren Sinne zählen aber auch viele Ausscheidungen von Pflanzen und Tieren, die andere Organismen der Umwelt in ihrem Wachstum hemmen, zur Antibiose.
Weitere Beispiele sind Organismen, die ihre Außenhaut durch Antibiose vor Verunreinigungen schützen. Im Meerwasser sind davon unter anderem Schwämme, Seescheiden, Seewalzen, Weichkorallen und Gorgonien betroffen.
Der Begriff der Antibiose wurde 1889 von Paul Vuillemin in die Wissenschaft eingeführt.